# Shadowrun Chronicles: Boston Lockdown
Shadowrun Chronicles: Boston Lockdown (pierwotnie Shadowrun Online) – gra komputerowa z gatunku MMORPG tworzona przez studio Cliffhanger Productions. Gra jest oparta na silniku Unity i została wydana 28 kwietnia 2015.

## Rozgrywka
Gra jest grą wieloosobową, w której gracze łącząc się w grupy wykonują misje. Zanim gracz rozpocznie główne zadanie, musi wykonać różne misje poboczne, które stanowią ułatwienie rozgrywki. Akcja w grze opiera się na skradaniu i przechodzeniu misji bez wzbudzania alarmu i w miarę możliwości bez strzelania do wrogów.
Dużą rolę odgrywa przygotowanie drużyny gracza do misji (ang. „legwork”). Dodatkowo twórcy wprowadzili takie elementów jak: zdobywanie informacji, obchodzenie systemów alarmowych, przekupienie ochrony, zdobycie fałszywych identyfikatorów oraz włamywanie do systemów komputerowych.
Gracz ma możliwość stworzenia postaci, które posiadają różne specjalizacje. Szamani i magowie będą mieli możliwość postrzegania przestrzeni astralnej, hakerzy (w grze zwani „deckers”) będą widzieć punkty dostępu do sieci lokalnej, drony i systemy bezpieczeństwa, zaś uliczni samurajowie będą mogli ocenić skuteczność zasłony, pancerz przeciwnika oraz stan zdrowia przeciwnika.
Gra odzwierciedla możliwie wiernie zasady czwartej edycji gry fabularnej Shadowrun wydawanej przez firmę Catalyst Game Labs.
Sprzedaż gry jest wzorowana na modelu z gry Guild Wars.

## Produkcja gry
Shadowrun Online powstawał od połowy 2012 roku. Pierwotnie premiera była planowana na połowę 2013 roku. Od 18 lipca do 14 sierpnia trwała zbiórka pieniędzy w modelu crowdfunding w serwisie Kickstarter. Z początku zbiórka nie cieszyła się popularnością, aczkolwiek w miarę ewoluowania modelu finansowego przyciągała coraz więcej osób. Mimo to na dwa dni przed końcem zbiórki do wyznaczonego celu 500 000$ brakowało wciąż ok. 1/3 kwoty. Twórcy i fani monitorujący przebieg zbiórki liczyli na efekt ostatnich 48 godzin (serwis Kickstarter wysyła powiadomienia o kończącej się zbiórce na 48 godzin przed jej końcem i wiele osób dopiero wtedy dołącza do finansowania projektu), zaobserwowany bardzo wyraźnie przy okazji wcześniejszej zbiórki na produkcję gry République. Istotnie dwa dni przyniosły ponad 200 000$ i zbiórka zakończyła się sukcesem.

## Oprawa muzyczna
Muzyka pozostawaje w mrocznym, ciężkim, industrialnym klimacie bardzo często wiązanym z gatunkiem cyberpunk. Twórcy gry udostępnili cztery przykładowe utwory autorstwa Waltera Machado, później przedstawiono dwa utwory lżejsze, bardziej elektroniczne, aczkolwiek również utrzymane w raczej mrocznej atmosferze autorstwa Aleksandra Guskiego oraz Matiasa Castro.

## Odbiór
Początkowa gra spotkała się z mieszanym przyjęciem. Po pierwszych publikacjach zbieżnych w czasie z rozpoczęciem publicznej zbiórki pieniędzy w serwisie Kickstarter wiele osób zarzucało twórcom, że robią kolejną przeglądarkową grę F2P, której celem jest tylko wyciąganie pieniędzy poprzez mikrotransakcje. Z powodu rozpoczęcia zbiórki zaledwie kilka miesięcy po Shadowrun Returns część osób sądziła, że obie gry są tak naprawdę jedną.
Na zdecydowaną poprawę wizerunku wpłynęły dopiero krótkie filmy prezentujące różne aspekty gry z udziałem Jeffa Rickettsa oraz oficjalne poparcie gry przez Toma Dowda, współtwórcę oryginalnej gry fabularnej Shadowrun, oraz Jasona Hardy'ego, współtwórcę najnowszej edycji gry fabularnej wydawanej przez Catalyst Game Labs.
Po wydaniu w agregatorze Metacritic gra otrzymała ocenę 61%, natomiast serwis GameSpot dał grze ocenę 3/10.